# ボヤン・ナイデノフ
ボヤン・ナイデノフ（マケドニア語: Бојан Најденов、1991年8月27日 - ）は、北マケドニアのサッカー選手。北マケドニア代表。ポジションはMF。

## クラブ歴
2010年にFKトゥルノボで選手となり、2015年まで同クラブに在籍した。但し、2012年はFKミラヴチに期限付き移籍を経験している。
2016年からFKラボトニツキに移籍。2016-17シーズンは3位という成績で彼も30試合4得点の結果であったが、翌2017-18シーズンはUEFAヨーロッパリーグ 2017-18 予選で4試合3得点という結果を残した。
2017年8月末にエジプト・プレミアリーグのスムハSCに移籍。2018年1月にはエクストラクラサのコロナ・キェルツェのトルコキャンプに参加したものの移籍はならなかった。
2018年2月5日に1年半契約でペルシアン・ガルフ・プロリーグのエステグラルFCに加入。

## 代表歴
2014年6月18日に行われた中華人民共和国代表戦で代表初出場。

## プレースタイル
彼はチームでレジスタの役割をこなすプレーヤーである。